# Afzelia exigua
Afzelia exigua är en tvåvingeart som beskrevs av Robineau-desvoidy 1863. Afzelia exigua ingår i släktet Afzelia och familjen parasitflugor.
Artens utbredningsområde är Frankrike. Inga underarter finns listade i Catalogue of Life.